# Erigone viabilis
Erigone viabilis là một loài nhện trong họ Linyphiidae.
Loài này thuộc chi Erigone. Erigone viabilis được Ralph Vary Chamberlin & Wilton Ivie miêu tả năm 1933.